# CMA CGM Megamax-24
CMA CGM Megamax-24 est une série de navires porte-conteneurs géants de la CMA CGM.

## Historique
La série a été commandée par Rodolphe Saadé au groupe chinois de construction navale China State Shipbuilding Corporation,  en 2017. Le contrat de construction débuté en juillet 2018, évalué à environ 1,2 milliard de dollars américains, est réparti entre les deux chantiers navals Jiangnan et Hudong-Zhonghua Shipbuilding. Ces bâtiments  naviguent sur les lignes entre l'Europe et l'Asie de l'Est.

## Caractéristiques
Ces navires sont les plus grands (toutes catégories confondues) à fonctionner au GNL et non pas au fioul lourd, ce qui réduit considérablement la pollution de l'air[réf. souhaitée].
Le nombre 24 signifie que ces bâtiments sont suffisamment larges pour accueillir 24 rangées de conteneurs dans la partie aérienne, c'est-à-dire au-dessus du pont. Sous l’écoutille de pont, ce nombre est limité à 22 par le fait de la place prise par la double coque. Ces navires ont également 24 rangées de boîtes dans le sens de la longueur (6 avant le rouf, 14 entre celui-ci et la cheminée et 4 à l’arrière de celle-ci). Enfin, il est possible d’empiler jusqu’à 12 conteneurs dans les cales et 10 en pontée. Cette série est inaugurée par le navire CMA CGM Jacques Saadé, du nom du fondateur et ancien président du groupe Jacques Saadé. Les neuf navires commandés sont livrés à la suite jusqu’en 2021 et sont parmi les plus grands porte-conteneurs au monde aux côtés des unités Megamax-24 de MSC et de HMM .

## Technologie
Ces navires appartiennent au groupe des plus grands porte-conteneurs actuels. À l'instar des unités de la classe des navires triple E de Maersk et de certaines séries de navires comparables dans ce plus grand segment de porte-conteneurs, ils mesurent environ 400 mètres de long, mais ils ont environ 2,50 mètres de plus en largeur afin de pouvoir loger une 24e rangée supplémentaire de conteneurs transversalement et ainsi accueillir un plus grand nombre de conteneurs.
Comme tous ces grands porte-conteneurs, le rouf est disposé relativement loin vers l'avant, ce qui permet une meilleure visibilité et donc une charge sur le pont avant plus élevée. Les réservoirs de soute sont disposés sous la superstructure ; ils satisfont aux dernières réglementations MARPOL. Les cales des navires sont fermées par des panneaux d'écoutille de pont. Il existe des connexions pour 2 200 conteneurs réfrigérés.  
 Extérieurement, la conception de la proue verticale sans bulbe d'étrave est frappante.

## Navires
| CMA CGM Megamax-24     | CMA CGM Megamax-24 | CMA CGM Megamax-24 | CMA CGM Megamax-24                                   | CMA CGM Megamax-24 | CMA CGM Megamax-24 |
| Nom                    | Chantier naval     | Numéro IMO         | Pose de quille lancement livraison                   | Armateur           | Statut             |
| ---------------------- | ------------------ | ------------------ | ---------------------------------------------------- | ------------------ | ------------------ |
| CMA CGM Jaques Saadé   | Hudong-Zhonghua    | 9839179            | 13 décembre 2018 25 septembre 2019 23 septembre 2020 | CMA CGM, Marseille | En service         |
| CMA CGM Palais Royal   | Hudong-Zhonghua    | 9839181            | 15 février 2019 5 aout 2020 27 novembre 2020         | CMA CGM, Marseille | En service         |
| CMA CGM Rivoli         | Hudong-Zhonghua    | 9839193            | - 20 janvier 2021                                    | CMA CGM, Marseille | En service         |
| CMA CGM Concorde       | Hudong-Zhonghua    | 9839208            | - 27 avril 2021                                      | CMA CGM, Marseille | En service         |
| CMA CGM Sorbonne       | Hudong-Zhonghua    | 9839210            | - 7 juillet 2021                                     | CMA CGM, Marseille | En service         |
|                        |                    |                    |                                                      |                    |                    |
| CMA CGM Champs Élysées | Shanghai-Jiangnan  | 9839131            | - début aout 2020 27 octobre 2020                    | CMA CGM, Marseille | En service         |
| CMA CGM Louvre         | Shanghai-Jiangnan  | 9839143            | - 22 décembre 2020                                   | CMA CGM, Marseille | En service         |
| CMA CGM Montmartre     | Shanghai-Jiangnan  | 9839155            | - 18 mars 2021                                       | CMA CGM, Marseille | En service         |
| CMA CGM Trocadéro      | Shanghai-Jiangnan  | 9839167            | - 26 mai 2021                                        | CMA CGM, Marseille | En service         |
| Dates: new-ships.com/, |                    |                    |                                                      |                    |                    |